# Storia di Brinzio

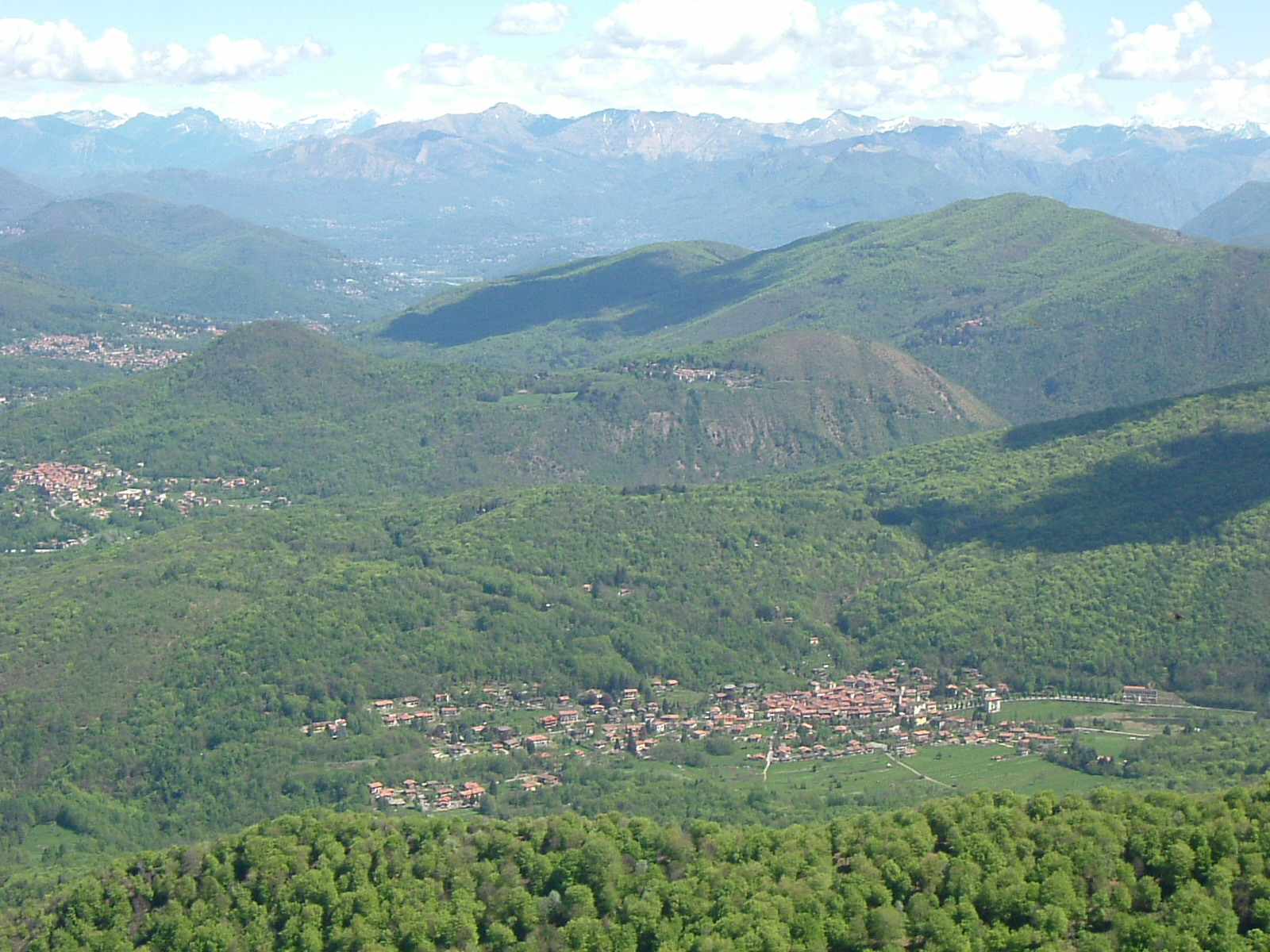
Panorama sulla valle di Brinzio dal Campo dei Fiori di Varese.

Di seguito sono trattate le informazioni e le notizie storiche sul comune italiano di Brinzio, dalla preistoria fino al terzo millennio.

## Dalle origini al Medioevo
Secondo la tradizione locale Brinzio sarebbe stato fondato attorno al IX secolo, allorché alcuni pastori provenienti dal vicino villaggio di Castello Cabiaglio, stabilitisi nella località detta Casée (o Casaro, dal nome del mestiere che evidentemente vi si praticava), andarono a costituire il primo nucleo del centro abitato. Questa leggenda troverebbe riscontro nel fatto che, già in tale epoca medievale, quel paese contava ben 750 abitanti ed era dunque uno dei più importanti del territorio circostante.
Restando tuttavia attinenti ai dati storicamente documentabili, la presenza antropica nel territorio brinziese è sicuramente pre-romana e verosimilmente di origine celtica, come testimoniano numerosi ritrovamenti archeologici avvenuti sul territorio comunale, nello specifico utensili e resti di focolari; la presenza di acque stagnanti e paludi probabilmente fece sì che le prime forme di insediamento avessero anche carattere palafitticolo, il che potrebbe essere alla base dell'etimologia toponomastica, laddove la radice Bri- (riscontrabile anche nel nome Insubria) indicherebbe appunto una costruzione che "scavalca" zone umide.
La zona continuò ad essere abitata anche in epoca romana, come testimonia l'attestazione della presenza, sulla collina dei Runchitt, a nord del paese, di alcune rovine «di una costruzione massiccia le cui pietre tradiscono nella lavorazione l'epoca romana». L'asserzione è altresì confermata dalla presenza, sulle cartine topografiche fino a metà '900, dell'indicazione di una località "Castello", nonché soprattutto da ulteriori ritrovamenti archeologici avvenuti nel 1937: una chiave di bronzo, alcune monete riportanti l'effigie dell'imperatore Commodo (161 – 192 d.C.), vasi fittili e altri oggetti comuni nei corredi funebri del tempo. Inoltre, nello stesso anno, nel corso di alcuni lavori di tombinatura in paese, nella corte detta «dell'Oste», fu rinvenuta una tomba intatta, di fattura palesemente risalente al periodo romano.
Il territorio della Val Brinci non era però particolarmente favorevole all'insediamento umano, in quanto poco soleggiato, malsano poiché paludoso, molto boscoso ed infestato da animali selvatici (lupi ed orsi furono una presenza costante fino ai primi del Novecento); ciò comunque non ne fermò la colonizzazione.

## Dal Medioevo all'Unità d'Italia

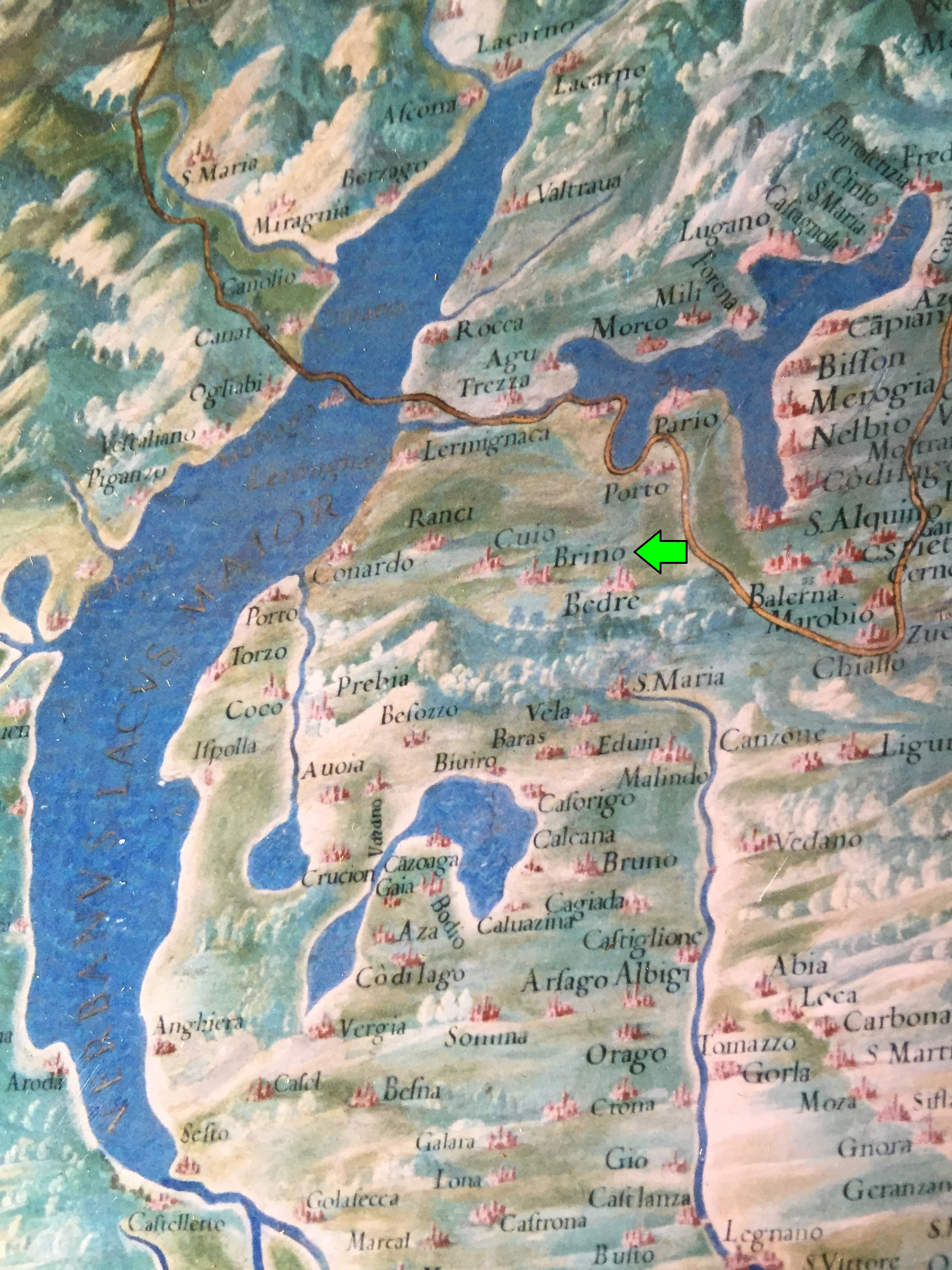
Dettaglio della mappa del Ducato di Milano nella Galleria delle carte geografiche dei Musei Vaticani (Ignazio Danti, 1581). Una freccia evidenzia il toponimo Brino, riconducibile a Brinzio.

La prima fonte scritta che attesta l'esistenza del borgo è un documento del 979 conservato presso il Sacro Monte di Varese, nel quale si annotano alcune permute di terreni e si fa menzione di un possidente denominato Bonifredo de loco Brenci. Due analoghi documenti risultano rogati in loco Brinci o Brincio rispettivamente in data 8 settembre 1133 e 2 giugno 1152. In un'altra carta, rogata l'8 settembre 1197, appaiono per la prima volta gli organi e le persone preposte al governo della comunità, che doveva pertanto già avere una propria autonomia amministrativa: in essa si annota che i contraenti Marcius de Vivencis e Giovanni detto Lei, consoli, Guido Sartor, decano, e i deputati Spinacius, Giovanni de Flumine, Pietro Bonacosa, Lanfranco Dodonus, Giovanni Arnaldi, Ambrogio Corda e Pietro Lixia vendono alla chiesa di Santa Maria del Monte numerosi appezzamenti di terreno che, stando a quanto messo per iscritto, erano da tempo affittati alla stessa.
Da ciò si deduce che il paese, facente parte della pieve di Val Cuvia (aggregazione politico-religiosa originatasi sotto il contado del Seprio), è governato da due consoli (eletti pare per un anno), un decano e alcuni deputati, più propriamente detti "vicini". L'istituto della vicinia era un organo collegiale al tempo piuttosto comune in area lombarda (costituendo una sorta di antesignano del moderno consiglio comunale), che riuniva in assemblea i capifamiglia più abbienti tra i residenti nel territorio. Nel medesimo carteggio è conservato un minuzioso verbale di un'assemblea di quest'organo, tenutasi per ratificare la transazione di cui sopra: i deputati furono convocati davanti alla chiesa (che dunque già doveva esistere) per mezzo del suono delle campane, ma alcuni di loro non si presentarono e delegarono terzi a votare in loro vece.
Nel 1346 Brinzio è menzionato nella Compartizione delle fagie, l'elenco compilato dal governo della signoria di Milano per censire i vari insediamenti abitativi a fini di tassazione: la "fagia" era un tratto di strada pubblica (tipicamente una delle vie che portavano da Milano al contado) la cui manutenzione era assegnata ai borghi a seconda del loro gettito fiscale. Nello specifico, el locho de Brincio era annoverato tra le entità chiamate a contribuire alla manutenzione della strata de Bola, ossia quel tratto dell'antica Via Mediolanum-Bilitio d'età romana che collegava Varese con Milano (entrandovi da Porta Comasina) passando per Bollate.
L'ordinamento consolare era ancora valido nel 1487: il 26 luglio di quell'anno si annota la risoluzione di una controversia territoriale tra gli abitanti di Brinzio e quelli di Castello Cabiaglio, grazie all'intervento dei mediatori Bernardo Rubeo de Cabialio, console di Brinzio, e dei vicini Stefano Noglani, Vaninus Petrolus ed Evangelista Scarliono. Il permanere dell'ordinamento consolare e della vicinia è documentato in ulteriori carteggi rogati tra la fine del XVI secolo e l'inizio del XVII; in particolare il 6 aprile 1645 è attestata la presenza a Cuvio del console brinziese Giovanni Maria de Vanino, che presenzia alla cerimonia della presa di possesso del feudo della Valcuvia da parte dei nobili Stefano e Pietro Cotta, discendenti del notabile Pietro Cotta, già consigliere di Francesco I Sforza, il quale dopo essersi insediato come duca di Milano nel 1450 l'aveva ricompensato infeudandogli la pieve di Val Cuvia. 
Degna di nota nelle cronache lombarde del XVI secolo è poi l'esistenza di una stirpe di capitani di ventura denominata da Brinzio, il cui capostipite (Antonio del Matto da Brinzio, anche attestato come Antonio di Brinzio, Matto di Brinzio, Matto de' Bringi o Matto dei Brizzi), schieratosi con la fazione imperiale, fu coinvolto in diverse battaglie e scorrerie in area insubre contro le forze franco-milanesi guidate da Gian Giacomo Trivulzio, che riuscirono infine a catturarlo e ucciderlo nel settembre 1517. Due anni dopo il figlio Giovanni aveva poi riorganizzato le bande paterne e proseguito l'attività filoimperiale e antifrancese, arrivando nel 1521 a tentare di prendere Como con un colpo di mano, fallito il quale era stato a sua volta arrestato e giustiziato. In successione anche i suoi due fratelli Domenico e Francesco avevano intrapreso la carriera mercenaria su posizioni anti-francesi. Non è tuttavia chiaro se tale stirpe fosse effettivamente originaria di Brinzio: tale ipotesi si legherebbe all'esistenza in area comunale di una località detta Valle del Matto, ma non trova alcun riscontro nei carteggi locali e nelle memorie popolari. Preso atto di ciò, è assai più probabile che il riferimento geografico fosse legato a Brenzio, borgo sulle rive del lago di Como poi divenuto frazione di Consiglio di Rumo e quindi di Gravedona ed Uniti; peraltro fino a tutto il XIX secolo questa località lariana, in alcune fonti, veniva indicata a sua volta come "Brinzio", fatto che poteva ingenerare ulteriore confusione. Sempre cinquecentesca è una delle prime rilevazioni della consistenza della popolazione, che si deve al resoconto della visita pastorale del vescovo di Como mons. Feliciano Ninguarda del 1592: il presule dà conto della presenza di 120 abitanti (dei quali 80 "comunicati") suddivisi in 24 focolari familiari.
Per trovare significative novità in ambito locale bisogna poi avanzare sino al XVIII secolo: dapprima nel 1727 il feudo valcuviano viene ceduto al conte Giulio Visconti Borromeo Arese (con i Cotta che tuttavia continuano ancora per qualche tempo a riscuotere le gabelle sul territorio, in particolare sull'imbottamento del vino), dopodiché nel 1751, morto il Visconti senza discendenti diretti, gli subentrano i Litta. Contestualmente nello Stato di Milano si approvano nuove misure atte ad uniformare il sistema di governo dei vari comuni: viene istituita la figura del cancelliere (eletto dai maggiorenti della comunità con votazione palese), che affianca i consoli nel gestire i riparti fiscali e tenere le scritture (custodite presso la chiesa di San Pietro), mentre viene soppressa l'assemblea vicinale. Il primo cancelliere brinziese, attestato in un documento del 1751, si chiamava Carlo Antonio Piccinelli. Dal punto di vista amministrativo il paese risulta inserito nel XVII distretto di Cuvio.
Stando ai documenti, alla metà del XVIII secolo gli abitanti censiti sono 262 e vivono tutti in modo assai misero (il censo feudale era di 18 lire e 3 soldi, col pagamento al podestà di tre lire all’anno): molti di loro emigrano verso altre località in cerca di migliore fortuna. L'economia è prettamente agricola di sussistenza e tra le poche fonti di guadagno è segnalata la produzione e vendita di legnami. L'alimentazione è poverissima e imperniata sulle castagne: ai primi del XIX secolo un prevosto annota nel proprio diario che, a seguito di una tempesta che ha danneggiato gran parte degli alberi da frutto (causando tre anni di carestia), sul volto degli abitanti si vede «l'ombra della morte». Annoso risulta anche essere il rischio idrogeologico, a causa della grande quantità di torrenti e ruscelli che si riversano nella vallata brinziese: sempre le memorie del predetto parroco danno conto del tragico destino di un mugnaio, trascinato via col proprio mulino dalla piena di un corso d'acqua causata dalle forti precipitazioni.
Nel 1781 le cronache locali danno conto, con una certa enfasi, del presunto ritrovamento di tracce d'oro in località "monte del Castello" (lungo l'alto corso del torrente Valmolina) ad opera del brinziese Pasquale Vanini e dell'antronese Giovanni Zagh: viene incaricato di analizzare il ritrovamento il naturalista padre Ermenegildo Pini, il quale tuttavia smorza gli entusiasmi riscontrando nel materiale cavato la presenza unicamente di pirite, quarzo e litomarna. La presenza di questi elementi è confermata anche da Carlo Amoretti in una pubblicazione del 1801, nella quale si dà conto anche della presenza di ferro nel monte Legnone, separante Brinzio dalla Madonna del Monte: i siti estrattivi, noti fin dal XIV secolo, erano noti come Cattarabbia e Valle dei Ferrée (o Farée, nome dialettale dei fabbri ferrai); l'entità dell'estrazione era comunque modesta nelle quantità e la relativa lavorazione, condotta con metodi rudimentali, avveniva in località Fusinàsc, presso la cascata del Pesegh, dove poi verrà eretta la filanda. Amoretti precisa comunque che la quantità è tanto infima da non giustificare uno scavo più sostanziale; nel 1854 il collettaneo Dizionario corografico della Lombardia riporta invece che l'escavazione non viene effettuata per mancanza di combustibile. Ancora nel 1878 Leopoldo Maggi censisce undici varietà di minerali ferrosi nella conca brinziese, unitamente a melafiri, feldspati, allume e vari scisti.
Nel 1786, sotto il dominio austriaco, vengono ridisegnati i confini del territorio lombardo, suddividendolo in 8 province: Brinzio entra nella provincia di Gallarate, che nel giro di un anno sposta il suo capoluogo a Varese e viene poi soppressa nel 1791, con la città bosina declassata a sede del distretto censuario XXXVIII entro la provincia di Milano.
Gli esiti della Rivoluzione francese, con la successiva discesa in Italia di Napoleone, portano in dote un nuovo assetto amministrativo per le istituzioni comunali: nel 1797 Brinzio (che in quel tempo, come rilevato dalla sede vescovile di Como, conta poco meno di 300 abitanti) si ritrova nel territorio della Repubblica Cisalpina e viene inquadrato per un anno nel dipartimento del Verbano, poi soppresso già nel 1798, facendo spazio al XVIII distretto di Varese nel dipartimento d'Olona. Per tutta la fase napoleonica l'ordinamento territoriale è assai variabile: nel 1801 Brinzio passa nel distretto II di Varese (dipartimento del Lario) e nel 1805 al V cantone di Cuvio del II distretto di Varese, fermo restando il dipartimento. Col passaggio alla Repubblica Italiana il tramite col governo centrale è costituito da prefetture e vice-prefetture (decreto del 6 maggio 1802) e i comuni vengono divisi in tre classi sulla base della popolazione (decreto del 24 luglio 1802): Brinzio è designato in terza classe e vede la prima volta la nomina del sindaco, capo dell'amministrazione comunale, indicato dal governo repubblicano e sottoposto al controllo del prefetto di competenza, nella fattispecie quello di Cuvio. Nel marzo 1805 l'ordinamento statale passa alla forma monarchica e contestualmente viene istituito il consiglio comunale, di nomina regia previe candidature presentate localmente.. Quattro anni dopo si decide di ridurre il numero di cantoni, distretti e comuni del dipartimento del Lario e Brinzio (insieme ad altri borghi limitrofi) viene unito al Comune di Cuvio, cantone I e distretto II di Varese, con decreto del 4 novembre 1809; questo non è il solo accorpamento praticato e il riassetto amministrativo finisce per scontentare vari villaggi, che lamentano di essere finiti sotto la giurisdizione di municipi troppo lontani o coi quali sussistono incompatibilità: già nel 1810 le comunità di Rancio, Cassano, Ferrera, Masciago, Bedero e Brinzio chiedono di potersi unire tra di loro in un proprio Comune con sede a Rancio. Due anni dopo, il 30 luglio 1812, la richiesta viene accolta e il nuovo "Comune denominativo" di Rancio (di cui Brinzio fa parte) viene inserito nel cantone V di Luvino, distretto II di Varese.
Esaurito il ciclo napoleonico, il Congresso di Vienna riporta la Lombardia sotto il controllo dell'Impero austriaco: nel 1816 Brinzio, ricostituito in Comune autonomo, è assegnato alla provincia di Como e, sotto di essa, al distretto XVIII di Cuvio. Il 12 aprile il governo locale viene sottoposto al consiglio degli estimati (assise formata dai proprietari terrieri di maggior rilevanza, del tutto simile alla vecchia vicinia), che elegge tre deputati, il cancelliere del censo e l'agente comunale. A Brinzio i primi deputati sono, nel 1817, Giovanni Battista Vanini e Francesco Maria Piccinelli. Da allora verranno eletti a tale carica altri otto paesani. 
Per quanto concerne i lavori pubblici, nel 1817 viene riparata la strada per Velate, danneggiata nell'agosto di quell'anno da un nubifragio, mentre nel 1823 viene dragato il lago per scongiurarne l'interramento e si ripara il ponte in località Cantunasc. 
Un anno dopo si provvede ad allontanare, per ragioni igieniche e di decoro (complici anche le richieste di alcuni villeggianti), il cimitero dalla chiesa parrocchiale e a ricostruirlo alle falde del monte Campo dei Fiori, nella zona poi destinata a Parco delle Rimembranze. Tra il 1829 e il 1841 si provvede ad ingrandire la strada che conduce a Castello Cabiaglio, nel 1831 si consolidano gli argini del torrente Brivola e si edifica il ponte in Via Piave, tra il 1840 e il 1842 si svolgono interventi di manutenzione alle strade del centro, al ponte detto di Vigozzo, alla Via Sasselli (che dal paese si arrampica sul monte Martica) e alla piazza centrale. Nel 1847 viene quindi ampliata la strada per Rancio Valcuvia (poi divenuta SP 62) e infine, nel 1855, il cimitero viene ulteriormente trasferito in località Sartiaga (prospiciente il laghetto): ne risulta una struttura sopraelevata, sviluppata su quattro terrazzamenti addossati alle falde della Martica. I primi tre piani vengono riservati alle inumazioni, mentre all'ultimo viene ricavato un corridoio di colombari. 
Una significativa novità riguarda l'ambito dell'istruzione: già nel 1805 è infatti attestata l'esistenza di una scuola pubblica maschile adottante il "metodo normale" (d'ispirazione tedesca) per l'insegnamento dei rudimenti di lettura, scrittura e aritmetica. L'iniziativa è probabilmente dell'amministratore ecclesiastico, come si desume da alcuni documenti d'archivio risalenti agli anni tra il 1815 e il 1822: in esse è attestato che le lezioni venivano impartite nei locali della canonica (nel secondo caso è esplicitamente indicato come docente il parroco pro tempore don Luigi Giacometti), per poi essere trasferite in una casa privata del centro paesano, messa a disposizione da un cittadino. Nel 1853 l'accesso alla scuola viene consentito anche alle ragazze. Nello stesso anno la riforma territoriale della provincia comense in seno al Lombardo-Veneto fece passare Brinzio nella XVI ripartizione, facente capo a Varese.
Si giunge così al tempo del Risorgimento, le cui battaglie si combattono anche nel territorio varesotto. Gli eventi finiscono per toccare, seppur non in maniera incisiva, anche Brinzio: secondo quanto asserito nel diario privato del patriota Giuseppe Monico, una sera del maggio 1859 un drappello di Cacciatori delle Alpi comandato da Giuseppe Garibaldi in persona, in procinto di marciare verso la battaglia di Varese, si ferma a riposare nella locale osteria, sita nel cortile compreso tra Piazza Galvaligi, Via Roma e Via Vittorio Veneto. Stando a quanto tramandato dal Monico, l'eroe dei due mondi espresse il proprio apprezzamento per l'ospitalità dei brinziesi, che pur vivendo in condizioni di estrema ristrettezza non esitarono ad offrire ai patrioti cibo, bevande ed altri beni di prima necessità.

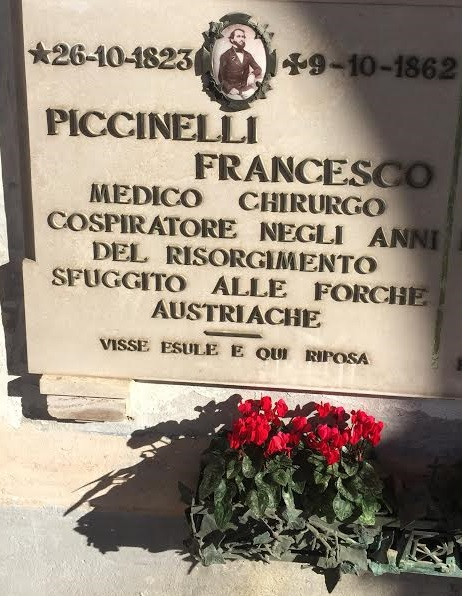
Tomba del dr. Francesco Piccinelli, attivista risorgimentale brinziese.

Circa un decennio prima veniva inoltre segnalata la partecipazione alla prima guerra d’indipendenza del brinziese Francesco Piccinelli; classe 1823, studente di medicina all’università di Pavia, nel 1848 interruppe gli studi per unirsi a un gruppo di cospiratori anti-austriaci. La polizia imperiale ben presto si mise sulle sue tracce e contro di lui venne emessa una condanna a morte in contumacia; dopo qualche mese di latitanza nascosto sul monte Martica e poi in casa di parenti, nella primavera del 1849 Piccinelli riparò in Svizzera e quindi nella Torino sabauda, dove nel 1851 concluse gli studi medici e iniziò a esercitare la professione di chirurgo. Poco prima della morte, sopraggiunta nel 1862, poté far rientro a Brinzio.

## Dall'Unità d'Italia alla seconda guerra mondiale

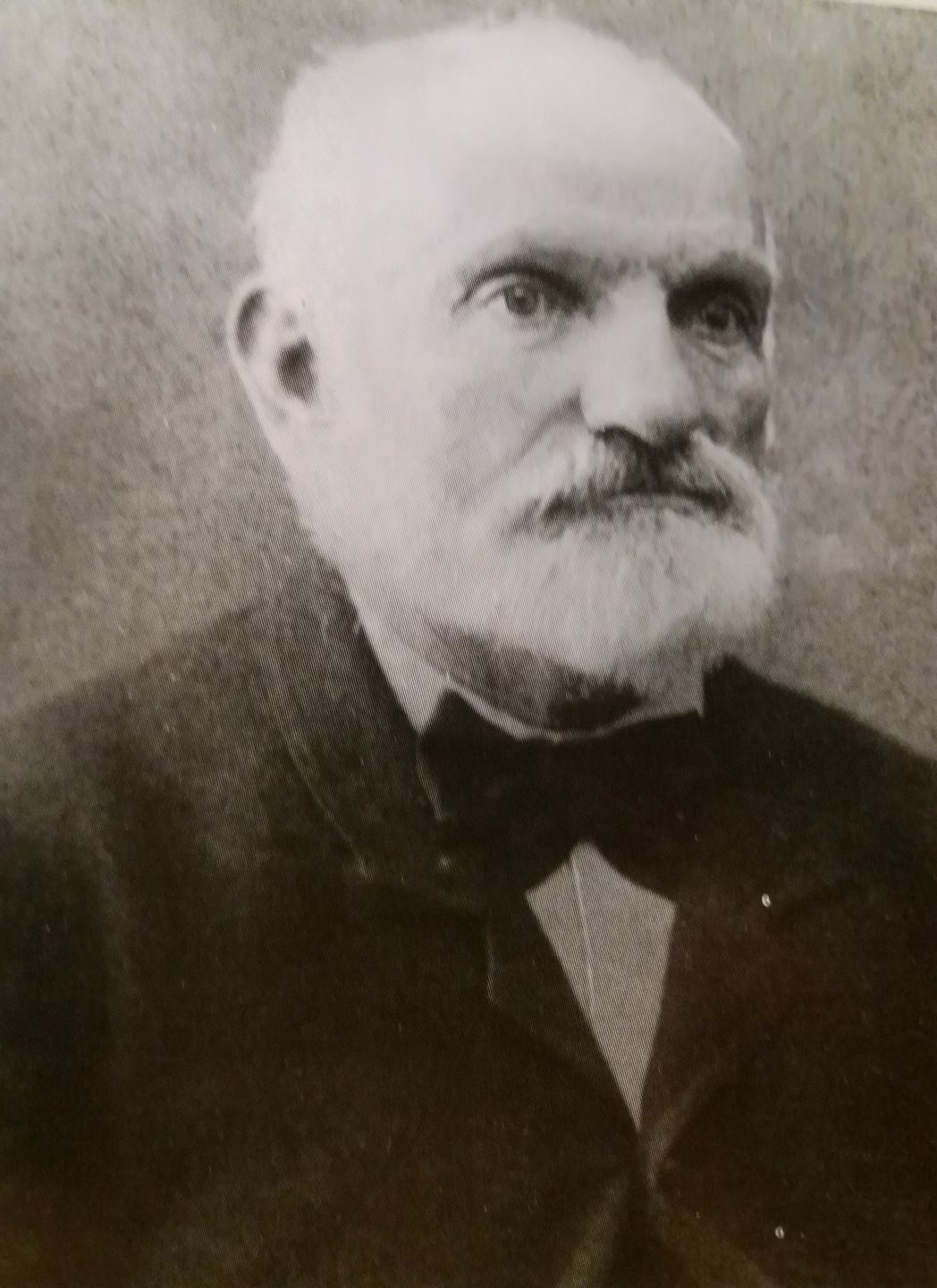
Pietro Vanini, primo sindaco dopo l'Unità d'Italia, in carica non consecutivamente per oltre 20 anni, in aggiunta alle esperienze pregresse come deputato in epoca preunitaria

Si arriva così al dominio dei piemontesi e poco dopo all'Unità d'Italia, che vede il paese inquadrato nel III mandamento di Cuvio, in provincia di Como.
Con la promulgazione della Legge Rattazzi (23 ottobre 1859), divengono elettori i cittadini brinziesi sopra i 21 anni di età conformi a precisi criteri di censo e/o professionalmente qualificati: a Brinzio gli aventi diritto sono 78 e vengono chiamati alle urne per eleggere il consiglio comunale, nuovo organo dell'amministrazione locale. Il 20 gennaio 1860 in 43 si recano alle urne ed eleggono 15 consiglieri. Il 3 febbraio 1860 da Roma giunge la nomina del sindaco Pietro Vanini, già deputato sotto la Casa d'Asburgo; gli assessori sono Grisostomo Piccinelli e Giuseppe Vanini, supplenti Angelo Piccinelli e Giovanni Maria Piccinelli. Il 28 maggio 1860 il consiglio comunale si riunisce per la prima volta e delibera tutte le misure normative atte ad organizzare e attivare la nuova amministrazione municipale. Nel 1867 e nel 1870 il consiglio comunale vota unanimemente contro la prospettiva paventata dal governo monarchico di accorpare i comuni di piccole dimensioni (ai sensi della quale Brinzio era passibile di inglobamento in Castello Cabiaglio), adducendo a motivo l'eccessiva lontananza dei due borghi e la sussistenza di inimicizie campanilistiche. Il 25 agosto 1867 si verifica anche la prima crisi amministrativa: il sindaco Pietro Vanini si dimette denunciando alla prefettura di Varese l'ostruzionismo del consiglio comunale nei suoi confronti, reo di frequenti voti contrari alle sue proposte e gesti di spregio esplicito verso la sua autorità. L'indomani anche l'assessore anziano Grisostomo Piccinelli rassegna le dimissioni, ritenendosi troppo vecchio e inadeguato a farsi carico delle incombenze di sindaco che per legge gli spetterebbero. Tuttavia, grazie all'intervento diretto di mediazione del prefetto, la crisi rientra nel giro di 24 ore.
L'amministrazione dunque prosegue il suo lavoro: il 9 novembre 1870 viene approvato il potenziamento del servizio postale, indi partono i lavori di ristrutturazione del cimitero e del ponte sul Valmolina in località Cantunasc. Nel 1875 arriva l'intervento più significativo: avendo beneficiato di un incremento della sovvenzione concessa dal provveditorato agli studi di Varese per la gestione della pubblica istruzione, il comune rileva un terreno accanto alla chiesa parrocchiale, demolisce l'edificio che vi sorgeva e vi avvia la costruzione del nuovo palazzo municipale e scolastico, che viene terminata il 23 ottobre dello stesso anno.
Per quanto concerne le elezioni nazionali, le cronache dell'epoca immediatamente post-unitaria riferiscono che coloro che hanno diritto di voto lo destinano perlopiù all'area liberale conservatrice.
Nel 1874 altro fatto degno di nota è la fondazione, in uno stabile di via Casaro, della prima associazione locale, il Club Brinziese, circolo ricreativo e di vendita vinicola destinato ad un'attività ultracentenaria. La sede viene poi trasferita nel 1888 in un nuovo e più ampio edificio costruito nella poco discosta via Sasselli.

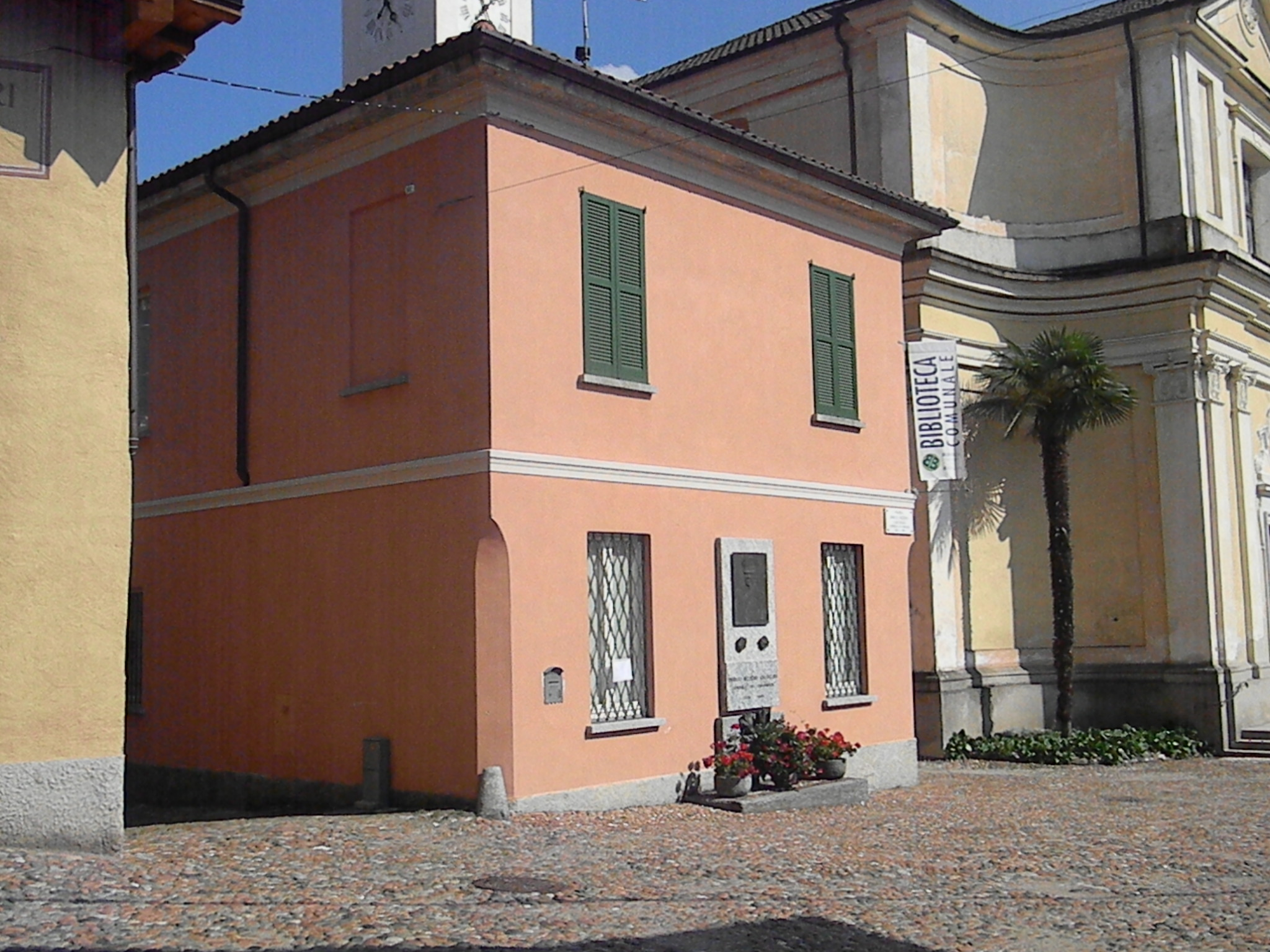
L'ex municipio, costruito nel 1875 e poi trasformato in biblioteca.

Nel 1875 Pietro Vanini passa la carica di primo cittadino a Grisostomo Piccinelli: sotto di lui viene costruito il nuovo asilo infantile di via Casaro, finanziato principalmente dal lascito dell'insegnante Maria Piccinelli, che viene inaugurato il 1º gennaio 1889 e aperto ai primi alunni il 3 marzo di quell'anno. Nel 1881 si registra inoltre un tentativo di intraprendere l'estrazione mineraria sulle pendici del monte Martica, probabilmente nella speranza di emulare il successo di tale attività nella vicina Valvassera, sul versante valgannese (ove le cave e le miniere di galena argentifera erano attestate fin dall'età romana); vennero rilasciati due permessi di ricerca a una ditta francese e a una svizzera, nessuna delle quali ottenne però risultati apprezzabili, interrompendo gli scavi dopo poche decine di metri. Il sito del carotaggio è poi divenuto noto localmente come boeucc dul pecàa ("buco del peccato" o "buco del diavolo").
Nel 1877 gli ingegneri varesini Leopoldo Zanzi e Carlo Carcano, da tempo impegnati in progetti per il potenziamento della rete ferrotranviaria nel Varesotto e in generale nel nordovest italiano, redigono un memoriale relativo all'ipotesi di istituire una linea ferroviaria tra Varese e Luino passando attraverso il territorio di Brinzio. L'idea viene presentata come d'interesse strategico per creare un collegamento espresso su rotaia tra la rete svizzera (tramite il nodo di Luino) e quella italiana (via Varese), a beneficio sia del traffico merci che di quello passeggeri, con particolare riguardo per il raggiungimento del porto di Genova. Nei propositi degli estensori, il sedime ferroviario avrebbe avuto una lunghezza di 22 chilometri: da Luino i binari avrebbero raggiunto Voldomino, per poi costeggiare il greto del Margorabbia passando a valle di Ferrera e Grantola, quindi tra Rancio e Masciago si sarebbe situato l'imbocco del "traforo del Campo dei Fiori", una galleria di 8,5 km che avrebbe sottopassato l'abitato di Brinzio e i massicci montuosi della Martica-Chiusarella, con portale d'uscita a Bregazzana, località dalla quale l'ultimo tratto avrebbe condotto la via ferrata fino alla stazione di Varese, punto di giunzione con la linea per Gallarate e Milano (all'epoca la suddetta stazione era di testa, non essendo stato ancora attivato il tratto per Porto Ceresio). Oltre al traforo, il progetto avrebbe richiesto la costruzione di due cavalcavia alti 34 e 10 m subito dopo i portali della galleria, nonché di tre ponti sui fiumi Tresa, Olona e Fermona. Il memoriale viene presentato, tra l'altro, al collegio degli ingegneri e alla deputazione provinciale di Milano, nonché al Comune di Gallarate e alla Camera di Commercio di Genova, ma riscuote scarso successo e viene rapidamente accantonato. Tra il 1884 e il 1889 è l'ingegner Enea Torelli a proporre di allacciare Brinzio non più alla ferrovia, ma alla progettata rete tranviaria di Varese (di cui egli era il primo ispiratore): nello specifico egli ipotizza di derivare presso Fogliaro il binario da quello (poi effettivamente realizzato nel 1894) per Santa Maria del Monte, facendogli risalire l'alta valle dell'Olona fino alla Rasa, per poi scollinare verso Brinzio, la Valcuvia e Luino. Anche questo proposito viene però giudicato troppo ardito e rimane lettera morta.

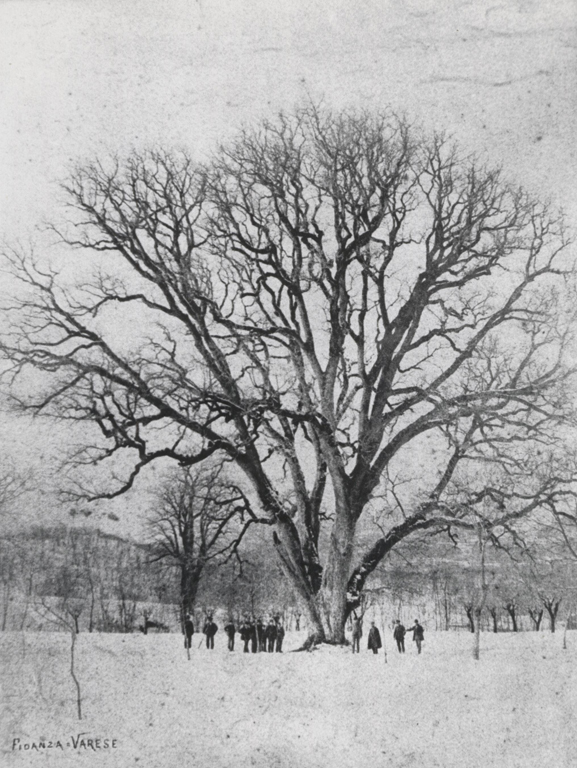
Il monumentale albero di noce di Verdago

Avvenimento notevole di questo periodo è anche l'abbattimento dell'albero di noce centenario sito in località Verdago (a sud-ovest del centro abitato), che per le sue notevoli dimensioni (36 m di altezza, 8,20 m di diametro del tronco e 185 m di diametro della chioma) era diventato uno dei simboli del paese e un'attrazione turistica. La decisione, indotta da un conflitto irrisolto tra diversi proprietari terrieri sulla spartizione dei raccolti di noci, fece scalpore in tutto il Varesotto e al "noce di Brinzio" furono finanche dedicati dei sonetti. Un frammento del ceppo della pianta, preservato da una famiglia del paese, è stato reimpiegato a distanza di oltre un secolo come basamento per l'altare della cappella feriale della chiesa parrocchiale brinziese.
Il mandato di Grisostomo Piccinelli termina il 19 novembre 1889: da lì al 1892 seguono le brevi sindacature di Gerolamo Piccinelli e Carlo Vanini, dopodiché torna in carica per circa sei anni Pietro Vanini. Di lì a poco il Regio Decreto del 4 maggio 1898 stabilisce che la nomina del sindaco non fosse più prerogativa del Re, bensì del consiglio comunale. In virtù di ciò il 22 luglio 1899, con una maggioranza di 13 a 2, l'assise municipale elegge a primo cittadino (la carica era rimasta vacante per qualche mese) Daniele Piccinelli; lo coadiuvano gli assessori Angelo Piccinelli, Francesco Piccinelli, Geremia Vanini e Massimo Piccinelli. Molto amato dalla popolazione, il professor Piccinelli (come era comunemente noto per la sua attività di docente scolastico) verrà sempre riconfermato a larga maggioranza in consiglio comunale e da quest'ultimo alla guida del municipio (nel 1907 addirittura all'unanimità) fino al giorno della sua morte. A lui saranno poi intitolate le scuole elementari comunali.

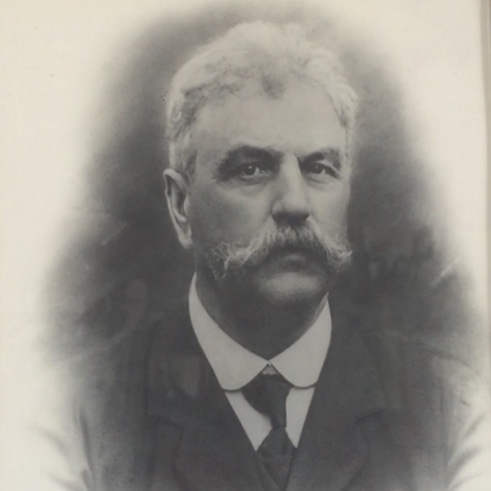
Daniele Piccinelli

L'amministrazione di Daniele Piccinelli è frenetica nell'attività e trasforma radicalmente il paese. Tra il 1899 e il 1901 si provvede ad ampliare il cimitero e ad istituire una scuola serale per ragazzi fino a 14 anni, ospitata nella sede municipale. Vengono altresì stesi un progetto (mai attivato) per prosciugare il lago, allo scopo di recuperare terreni coltivabili e sfruttare le relative sorgenti idriche, e un altro (portato a termine con successo nel 1903) per la riedificazione del campanile della chiesa. Tra il 1902 e il 1905 si mette a punto un consorzio con i comuni di Bedero Valcuvia e Castello Cabiaglio per la produzione di energia elettrica, viene riorganizzato e reso più efficiente il servizio postale e viene messa in opera una campana sull'asilo infantile, onde annunciare l'ingresso e l'uscita degli allievi. Il 28 maggio 1905, durante una seduta del consiglio comunale, il sindaco rilancia il progetto di allacciare il paese alle tranvie varesine (riprendendo le idee di vent'anni prima); tuttavia, scemato l'entusiasmo iniziale, anche questa proposta cadrà nel vuoto, col risultato che il paese resta tagliato fuori dal boom turistico che interessa il Varesotto nel primo decennio del Novecento.
Nella notte tra il 16 e il 17 dicembre 1906 scoppia in paese un furioso incendio, pare causato da una lucerna lasciata erroneamente accesa in un deposito di strame. Le fiamme, che un forte vento propaga rapidamente (complice la grande presenza di strutture in legno e di fieno nelle cascine), danneggiano seriamente alcuni fabbricati nei pressi della chiesa parrocchiale e vengono domate solo al mattino, previo intervento dei vigili del fuoco di Cuvio e Varese. La disgrazia non provoca vittime, ma alcuni abitanti nel darsi alla fuga restano feriti anche seriamente.
Pochi giorni dopo il paese viene finalmente allacciato all'energia elettrica, viene inaugurata la quarta classe delle scuole elementari, parte il collegamento mediante autolinea con Fogliaro e Orino (1914) e in comune viene installato il primo telefono pubblico.

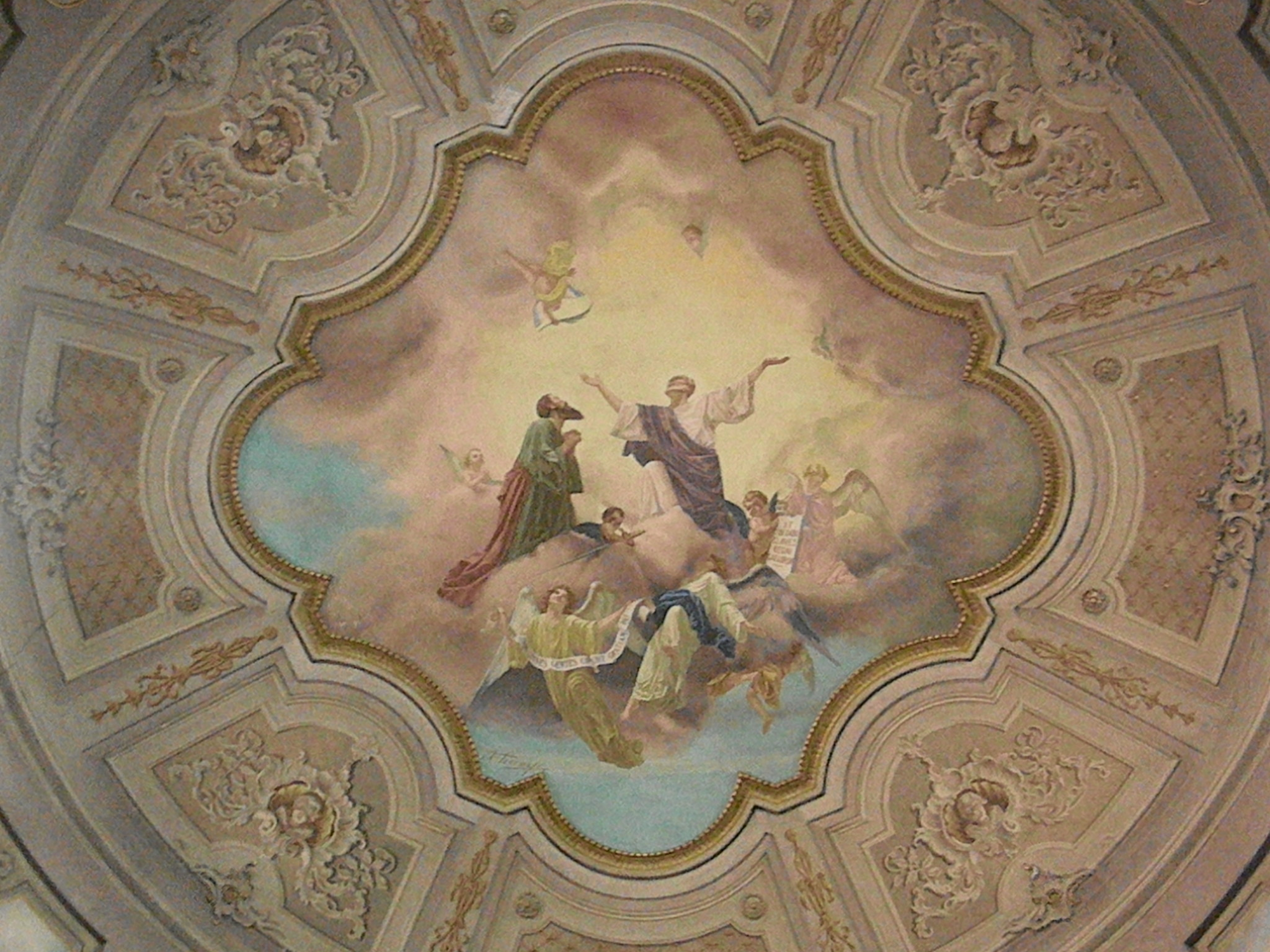
La cupola della chiesa parrocchiale con l'affresco della Gloria di S. Pietro e S.Paolo di Annibale Ticinese, chiamato dopo le due guerre mondiali a ridecorare il tempio.

Nel 1915, poco dopo l'ennesima rielezione di Daniele Piccinelli, scoppia la prima guerra mondiale: numerosi brinziesi partono per il fronte e 22 di loro vi cadranno in combattimento. Nel 1916 ai partenti si aggiunge il parroco don Marcello Menotti, inquadrato come cappellano militare: a sostituirlo viene nominato quale prevosto supplente don Giovanni Battista Peruzzo, che rimane in carica fino al 1918, contribuendo con la propria attività pastorale a mantenere alto il morale della popolazione a cospetto delle vicende belliche. Nel dopoguerra, ordinato vescovo e assegnato dapprima a Oppido Mamertina e infine ad Agrigento, rimase sempre molto legato a Brinzio: più volte tornò a soggiornarvi, anche per celebrare il suo sessantesimo di sacerdozio, nel 1961. A beneficio della parrocchia brinziese dispose numerose donazioni in denaro, promettendole altresì un cospicuo lascito testamentario (proposito rimasto inattuato a causa della sua improvvisa scomparsa, nel 1963).
Sempre in tempo di guerra una sessantina di operai brinziesi, da tempo espatriati, vengono rimpatriati dagli stati in cui si trovavano; per non lasciarli disoccupati, il Comune li invia a lavorare all'ampliamento del cimitero. 
Il 13 giugno 1917 muore improvvisamente il sindaco Daniele Piccinelli, che verrà ufficialmente sostituito il 6 gennaio 1918 da Attilio Vanini, già assessore.
La guerra ha le sue ripercussioni anche sulla toponomastica locale: via Monti diventa via Trento, via Casaro via Trieste, via Fiume via Fiume d'Italia, via di mezzo via Vittorio Veneto, via Orti via Maria Piccinelli, via Verbano via Montello, via Ronchetti via Monte Grappa, via alla Brivola via Piave, piazza Umberto I piazza Vittorio Emanuele III.
Nel 1919 sono da registrare le proteste dell'amministrazione comunale a fronte della dichiarazione di "acqua pubblica" del laghetto e dei torrenti insistenti nel territorio brinziese: subito il comune ricorre in sede giudiziaria, rivendicando di detenere la proprietà dei bacini imbriferi fin dai primi decenni del XIX secolo.
La vita del paese scorre comunque piuttosto tranquilla, gestita con lungimiranza da Attilio Vanini, che viene riconfermato alla guida del paese il 9 gennaio 1921. Tuttavia sarà costretto a dimettersi il 15 ottobre 1922 a causa del disaccordo in consiglio comunale sulle modalità di edificazione del monumento ai caduti. Gli succede Vittorio Piccinelli, che resterà in carica fino al 1925, quando a sua volta si dimetterà, per protesta contro gli scarsi stanziamenti economici accordati dal governo fascista al paese.
A questo punto la figura del sindaco è sostituita da quella del podestà, di nomina governativa. Primo podestà è l'avv. Franco Piccinelli, che dopo una fase iniziale come commissario si insedia ufficialmente nella nuova carica l'8 luglio 1926. È alla sua amministrazione che si deve l'edificazione del nuovo municipio, con annesse scuole elementari, ufficio postale ed ambulatorio medico, nonché la realizzazione della strada provinciale per Varese e di numerose altre opere di viabilità. Nel 1927 il paese, fino ad allora in Provincia di Como, entra a far parte della neonata Provincia di Varese. 
Nel 1928 il maggiore Giuseppe Piccinelli, reduce benemerito della prima guerra mondiale, insieme ad alcuni commilitoni fonda il gruppo Alpini comunale, che alla sua morte gli verrà poi intitolato.

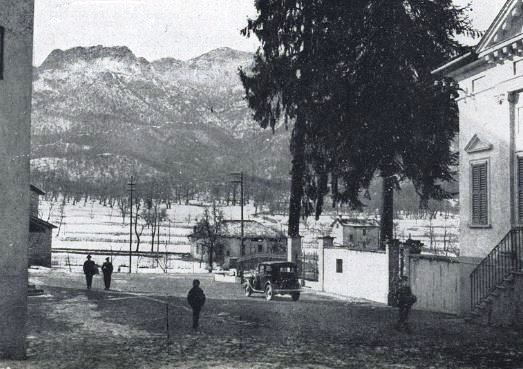
La piazza centrale fotografata nell'inverno del 1935: sullo sfondo si nota la quasi assenza di urbanizzazione ai piedi del Campo dei Fiori, nonché la maggiore estensione dei prati, separati dal bosco dalle selve castanili

Franco Piccinelli muore nel 1939: il comune viene brevemente commissariato e l'anno successivo (1940) è nominato podestà l'avv. Carlo Piccinelli, che si trova a fare i conti con la difficile congiuntura della seconda guerra mondiale (in cui moriranno tre soldati brinziesi) e con la relativa penuria di mezzi, che gli impedisce di procedere a lavori pubblici significativi, fatta salva la totale riattazione del cimitero, portata a termine dal 1942 grazie al lascito testamentario di 10.000 pesos (circa 46.820 lire del tempo, poco meno di 31.000 euro adattando il cambio all’inflazione) dell'emigrato in Argentina Maurizio Piccinelli, che viene anche usato per commissionare al pittore Annibale Ticinese la decorazione delle cappelle gentilizie del primo piano del camposanto. 
Nel marzo 1940 il territorio comunale è interessato da un grave incendio boschivo divampato tra i massicci del Campo dei Fiori e della Martica: sospinte da un forte vento, le fiamme si estendono fino al Sacro Monte di Varese, a Bregazzana e in Valganna, venendo tuttavia domate nel giro di un paio di giorni grazie all'intervento congiunto dei vigili del fuoco di Varese, Gallarate, Busto Arsizio, Saronno e Milano e degli agenti della milizia forestale.
In epoca fascista si provvede nuovamente a rinominare alcune vie, seguendo la nuova "dottrina" odonomastica imposta dal regime: via Parrocchiale diventa via Maresciallo Luigi Cadorna, via per Luino è ribattezzata via Guglielmo Marconi, via Varesina si tramuta in via Italo Balbo, mentre piazza Vittorio Emanuele III nel 1941 diviene piazza don Giovanni Mazzoni, medaglia d'oro, poi nel 1943 piazza Ettore Muti.

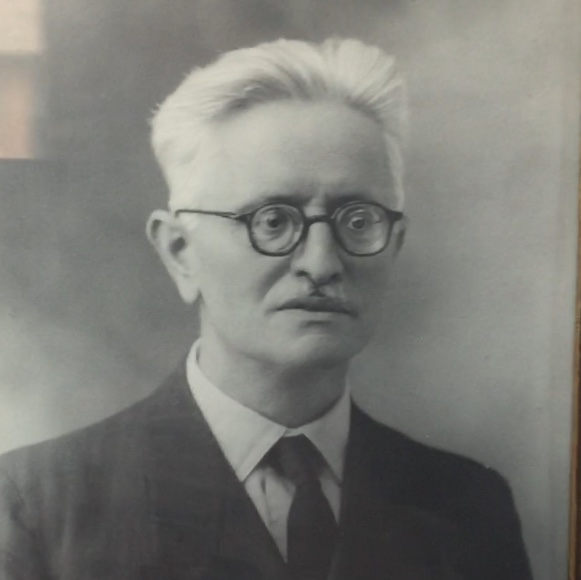
Il podestà Carlo Piccinelli, durante il proprio mandato, nascose a Brinzio due donne ebree, salvandole dalla deportazione

Durante la seconda guerra mondiale centinaia di persone tra esuli, sfollati da altre città italiane (spesso anche lontane) e partigiani o loro fiancheggiatori si rifugiano a Brinzio. Tra di loro giunsero nel 1941 anche due donne di origine ebraica, le sorelle Gina e Pia Vitali, rispettivamente già insegnante e direttrice della scuola "Rinnovata" di Milano fondata da Giuseppina Pizzigoni, che a sua volta era villeggiante abituale brinziese: grazie al complice interessamento del parroco don Giulio Zucchi e del podestà Carlo Piccinelli, il comune di Brinzio rilasciò loro documenti e certificati razziali falsi, sotto i nomi fittizi di Gina e Pia Venturi, e le alloggiò nei casolari di Casaro (a poca distanza dall'abitazione del commissario fascista e del nascondiglio di alcuni dei suddetti partigiani); le due rifugiate rimasero in paese fino alla Liberazione, rifornite di generi di prima necessità dagli abitanti, dando in cambio lezioni e ripetizioni scolastiche.
Nel giugno 1944, avendo appreso che il governo della Repubblica Sociale Italiana intendeva richiamare alle armi i diciottenni (la "classe del 1926"), alcuni giovani brinziesi (Pietro e Vittorio Mainoli, Anselmo Piccinelli, Giovan Battista Piccinelli, Tonino Piccinelli) decisero di disertare e di entrare in clandestinità, unendosi alle bande partigiane attive tra Valcuvia e Luinese. Aiutati dal tenente dei Carabinieri Enrico Riziero Galvaligi (nativo di Solbiate Arno e rifugiato a Brinzio - luogo natale della madre - in quanto non allineato alla RSI; in paese aveva altresì conosciuto la futura moglie, Federica Bergami, sfollata da Bologna), che faceva da collegatore con gli ambienti della Resistenza e forniva loro informazioni sui movimenti delle brigate nere, essi si dedicarono a compiti di supporto: non combatterono mai in prima linea, ma cooperarono ai rifornimenti e prestarono la loro opera come braccianti agricoli e boschivi nel territorio dei borghi dell'alto Varesotto, permettendo la prosecuzione delle attività nei campi, messe in ginocchio dalle partenze degli uomini per il fronte.
Nel 1945, secondo le testimonianze tramandate dagli abitanti del paese, il dittatore Benito Mussolini, ormai pronto a fuggire verso la Svizzera, trascorse una notte in incognito a Brinzio, ospite di una villa nei pressi del cimitero comunale.

## Dal secondo dopoguerra al terzo millennio

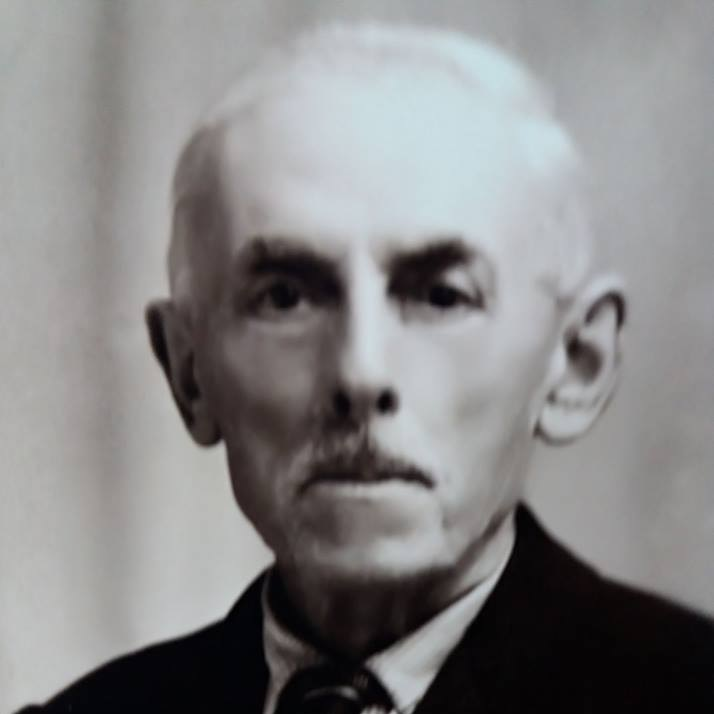
Battista Piccinelli, commissario reggente di Brinzio su mandato del CLNAI.

Si giunge così alla fine della guerra: a gennaio 1945 il podestà Carlo Piccinelli lascia il posto a Francesco Parini "del Prato", nominato commissario comunale dal governo della Repubblica Sociale Italiana. 
Il 24 aprile, avendo udito alla radio che il CLNAI ordina alle formazioni partigiane di armarsi e occupare i municipi, i ribelli brinziesi fanno rientro in paese e provvedono a installarsi in Comune, ponendo agli arresti il commissario. A parte un velleitario tentativo di fuga a piedi di quest'ultimo (subito riagguantato da uno dei partigiani), in paese non vi sono disordini, anche perché i repubblichini che vi risiedevano, presentendo la fine ormai prossima, avevano già provveduto a cercare riparo altrove.
L'indomani, giorno della Liberazione, il commissario fascista Parini viene consegnato ai partigiani giunti da Varese, che lo traducono in prigionia allo stadio di Masnago; quindi si cerca qualcuno che regga transitoriamente il comune fino a nuove elezioni. Ancora timorosi riguardo alla possibilità di un ritorno dei fascisti, molti dei soggetti interpellati declinano la proposta, che viene infine accettata dal cittadino Battista Piccinelli "dei Rol". Il giorno stesso dalla piazza centrale viene asportata la targa piazza Ettore Muti, sostituita dall'odonimo piazza Italia.

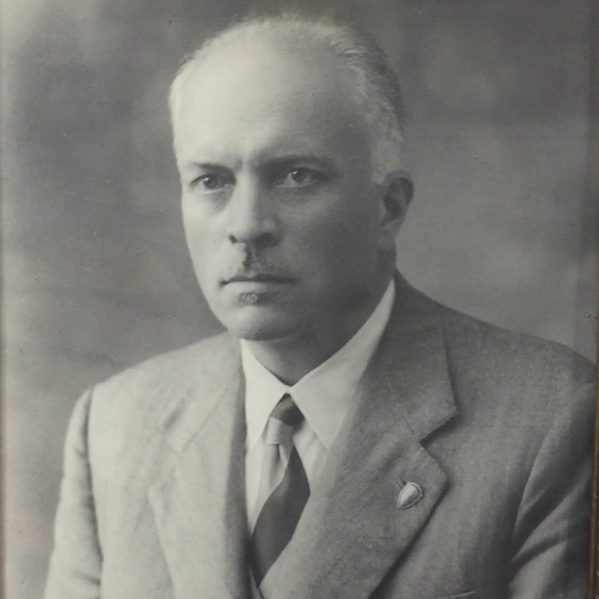
Il rag. Aldo Vanini, primo sindaco eletto dopo la caduta del fascismo.

Il 7 aprile 1946 si svolgono le elezioni amministrative (alle quali per la prima volta sono ammesse anche le donne maggiorenni): il consiglio comunale che ne risulta eletto indica per la carica di sindaco il ragioniere Aldo Vanini. Poco più di un mese dopo, il 2 giugno 1946, si votano il referendum sulla forma istituzionale dello stato (che in controtendenza col dato nazionale e provinciale vede prevalere la monarchia, beneficiaria di 216 voti contro i 96 della repubblica) e le elezioni per l'Assemblea Costituente (che vedono una netta affermazione della Democrazia Cristiana, con 200 suffragi contro i 60 del PSIUP, i 18 a testa del PRI e dell'UDN, i 5 del PCI, i 4 di BNL e PDCDI e i 3 del PDA). La DC rimarrà il partito egemone a Brinzio fino al 1994, vincendo ampiamente tutte le tornate elettorali a carattere non comunale (in queste ultime è invece netto il dominio delle liste civiche non legate a simboli di partito); nella cosiddetta Seconda Repubblica l'elettorato brinziese tenderà invece quasi sempre ad allinearsi agli schieramenti di volta in volta più votati a livello nazionale.
Densi di eventi, specie sportivi, sono i tardi anni quaranta: a febbraio 1947 viene realizzata una prima pista per lo sci di fondo, su cui il 9 del mese si tiene una gara. Viene inoltre battuta una pista per lo sci da discesa in località Pardom. Il 23 marzo sulle strade della Provincia di Varese si corre la Coppa Stucchi, prima gara ciclistica del dopoguerra. Il 19 ottobre si tiene in paese il campionato provinciale ENAL di corsa in montagna, che vede una tripletta di Piccinelli: Vito Franco, Gian Battista ed Erminio. L'8 agosto 1948 ritorna a passare per il paese, con la 28ª edizione, la Tre Valli Varesine, vinta da Fausto Coppi, che ripasserà da Brinzio il 24 ottobre, quando vincerà il Giro di Lombardia.

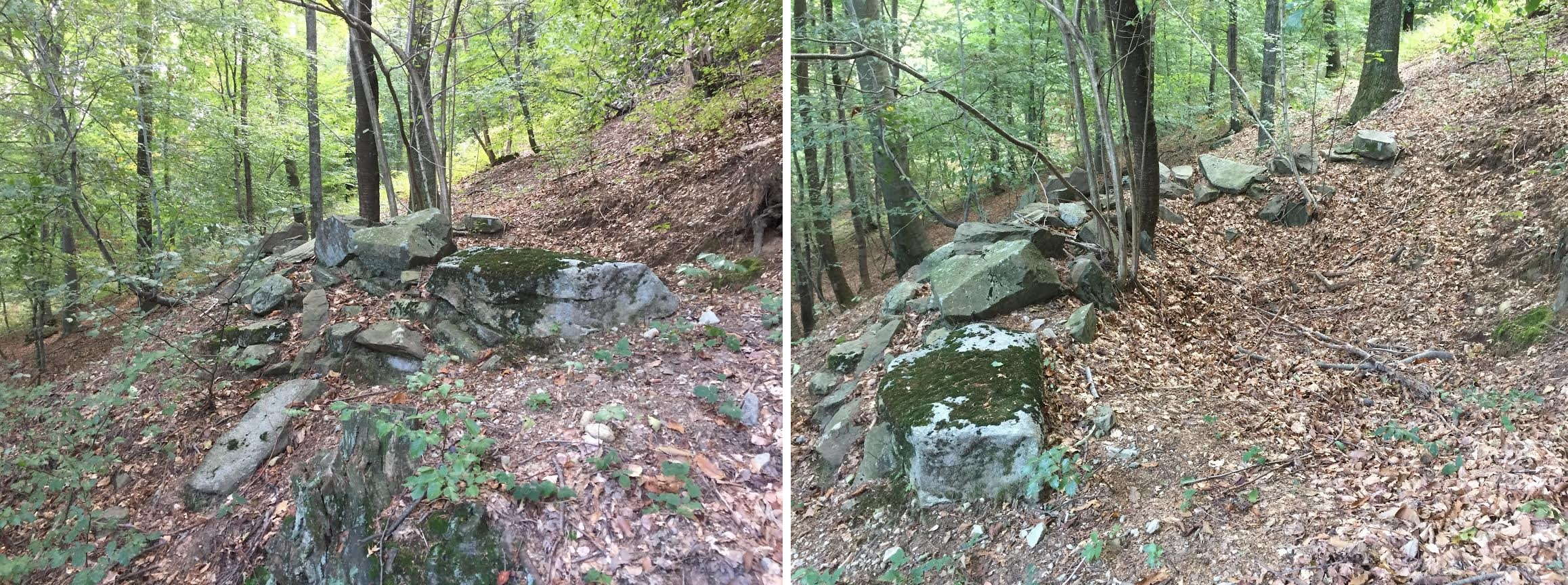
Resti di una delle trincee usate per le esercitazioni militari nel 1948 in località Pardomo.

Nel novembre 1948 il territorio comunale è interessato dalle esercitazioni di alcuni reparti dell'esercito, i cui militi si distinguono per particolare imprudenza e si lasciano andare ad intemperanze ed atti vandalici:
(Testimonianza di un abitante del paese, dal Corriere Prealpino del 12 e 19 novembre 1948)
In seguito alle lamentele, lo Stato maggiore inviò alcuni ufficiali a compiere un sopralluogo, al termine del quale fu disposto un risarcimento di 3.500 lire a beneficio del comune.
Nel 1951 Brinzio è incluso nel tracciato di gara dei mondiali di ciclismo, che vengono vinti dallo svizzero Ferdi Kübler. Sindaco del paese in questi anni è il cav. Casimiro Piccinelli. L'anno dopo il comune aderisce (dopo una scontrosa seduta in consiglio comunale, con una parte dell'assemblea contraria a causa degli alti costi) al consorzio per la costruzione e la gestione della strada Brinzio - Gemonio; si provvede poi a dotare di illuminazione la pista di sci del Pardom. 

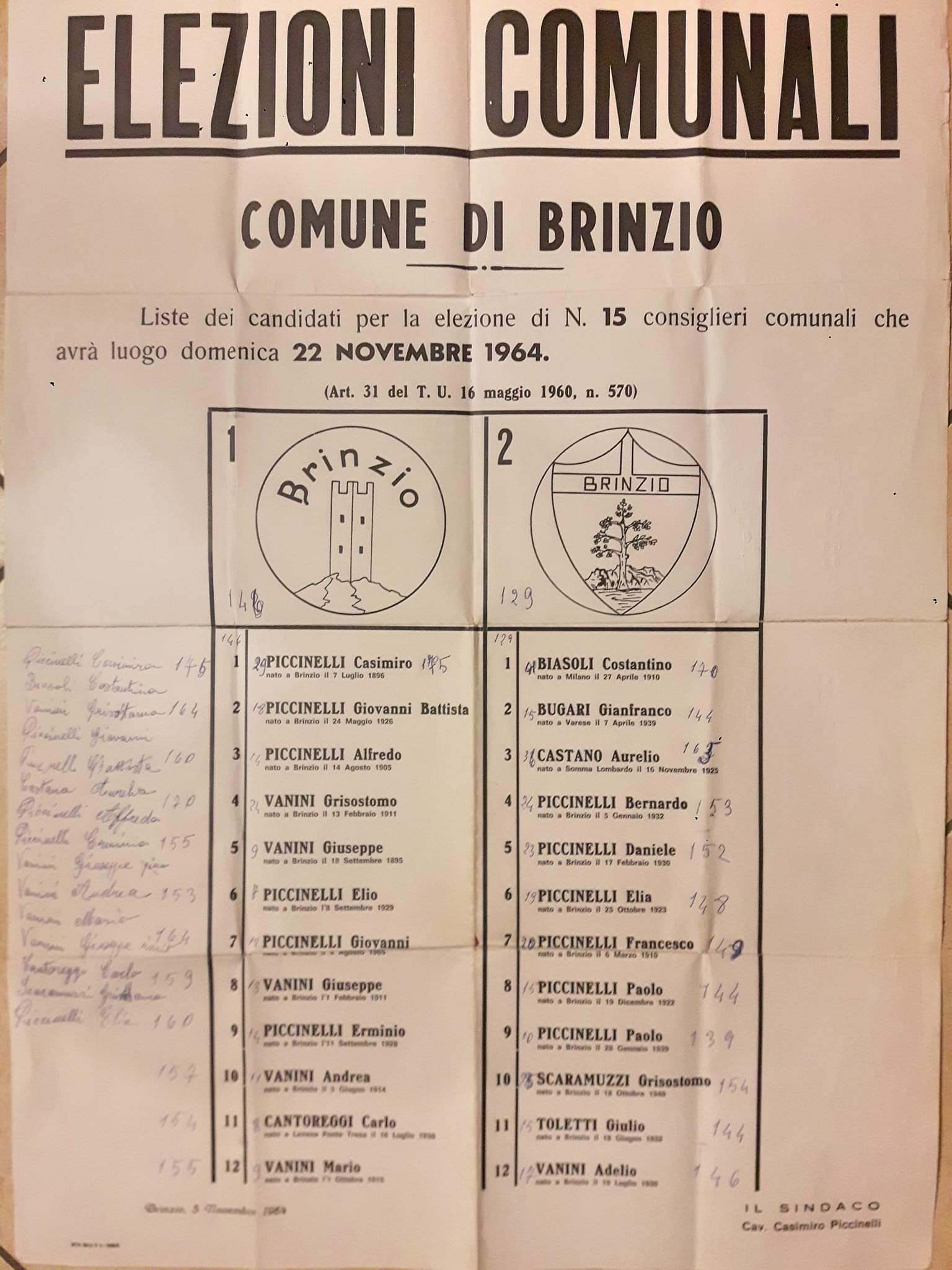
Manifesto con le liste per le elezioni comunali del 1964: la lista vittoriosa è quella con capolista Casimiro Piccinelli, poi eletto sindaco dal consiglio comunale.

Nell'aprile 1953 trova spazio sulla stampa nazionale la notizia del furto di 10 000 marenghi aurei (o napoleoni, per un controvalore di 60/70 milioni di lire) da un'auto proveniente da Lugano e diretta a Varese, intercettata dai rapinatori (spacciatisi per agenti di polizia tributaria) dopo un breve inseguimento lungo la strada provinciale al confine tra Brinzio e Bedero Valcuvia. Le indagini, condotte rigorosamente soprattutto a seguito del suicidio del conducente dell'auto svaligiata (avvenuto un mese dopo, ché egli non aveva saputo sopportare le accuse di complicità rivoltegli) appurarono che il crimine s'inseriva in una più ampia "guerra" tra contrabbandieri italo-elvetici, che avevano finanche impiantato una o più zecche clandestine in Canton Ticino ed erano in grado di coniare monete auree e argentee in tutto e per tutto (finanche nel contenuto di metallo prezioso) rassomiglianti alle originali. Tali monete, mischiate alle autentiche, venivano quindi trasportate in Italia approfittando dei valichi di frontiera secondari e meno presenziati (nel caso specifico quello di Luino-Fornasette) e indi smerciate in modo più o meno nascosto. Per il crimine vennero inquisite e condannate quattro persone (tre delle quali in contumacia in quanto latitanti), ma della sorte della refurtiva non s'ebbe più notizia.
Nell'aprile 1956 viene rifuso ed inaugurato il monumento ai caduti, trafugato nel 1943 dalle milizie fasciste.
Verso metà 1956 si provvede ad installare in paese un nuovo impianto di illuminazione pubblica, un fonotelegrafo presso il locale ufficio postale e a riparare un tratto di strada verso Castello Cabiaglio crollato a causa di un nubifragio il 7 aprile di quell'anno. Nello stesso anno viene installato, sulla già citata pista di sci alpino sita al Pardom, un rudimentale ski-lift alimentato a benzina, che rimarrà attivo fino ai primi anni settanta. La Società Astronomica Varesina, presieduta da Salvatore Furia, installa presso la corte di Casée una stazione di rilevamento meteorologico, destinata a lunga attività.
Il 22 novembre 1959, dopo quasi vent'anni di quiescenza, viene ricostituito il gruppo Alpini brinziese, che viene intitolato alla memoria del primo fondatore, il maggiore Giuseppe Piccinelli, scomparso poco tempo prima.
Per trovare altri fatti rilevanti bisogna spingersi fino al 1963: nella notte di venerdì 17 maggio ignoti penetrano nel Parco delle Rimembranze di via Piave, rompono la fiaccola votiva e sradicano i cippi con i nomi dei caduti. Le indagini non portano alla scoperta del colpevole e il comune provvede a riparare i danni. Un anno dopo, nella primavera del 1964, viene riferito l'avvistamento un grosso orso nei boschi a nord dell'abitato. Tale singolare circostanza (in quanto tale animale non era più autoctono nel territorio comunale da circa 80 anni) non avrà ulteriore seguito.
L'estate del 1964 è segnata invece da numerosi incendi boschivi, il più importante dei quali distrugge alcuni ettari di bosco in località Magolch.
Il 31 luglio 1967 la sezione paesana dell'Associazione Nazionale Alpini, su iniziativa del capogruppo Grisostomo Scaramuzzi, istituisce il Coro Valmolina, ensemble corale a cappella affidato alla direzione di Tonino Piccinelli (musicista, scrittore e giornalista del quotidiano La Prealpina); la prima esibizione avviene il 6 gennaio 1968. L'esperienza si conclude però già nel 1973 a causa della prematura morte del direttore, colpito dalla leucemia. Il 5 luglio 1970 al sindaco Casimiro Piccinelli succede Mario Mauri (giornalista di lungo corso, dapprima sulla stampa locale, poi al quotidiano Il Popolo e quindi in RAI, ove fu caporedattore della redazione milanese del Telegiornale e successivamente vicedirettore del TG2, direttore della sede regionale di Trieste e infine responsabile del CPTV di Milano); nello stesso anno, il 28 novembre, viene fondata la Pro Loco, associazione locale avente il compito di organizzare manifestazioni per la promozione turistica del territorio. Un mese dopo nasce lo Sci Club Sette Termini, preposto alla pratica dello sci alpino, basato alla già citata pista del Pardom (poi trasferita al prato dei Pregambarit, sulla Martica). Nel 1975 viene fondata la Biblioteca Civica, che trova la sua prima sede in una stanza al pianterreno del municipio.

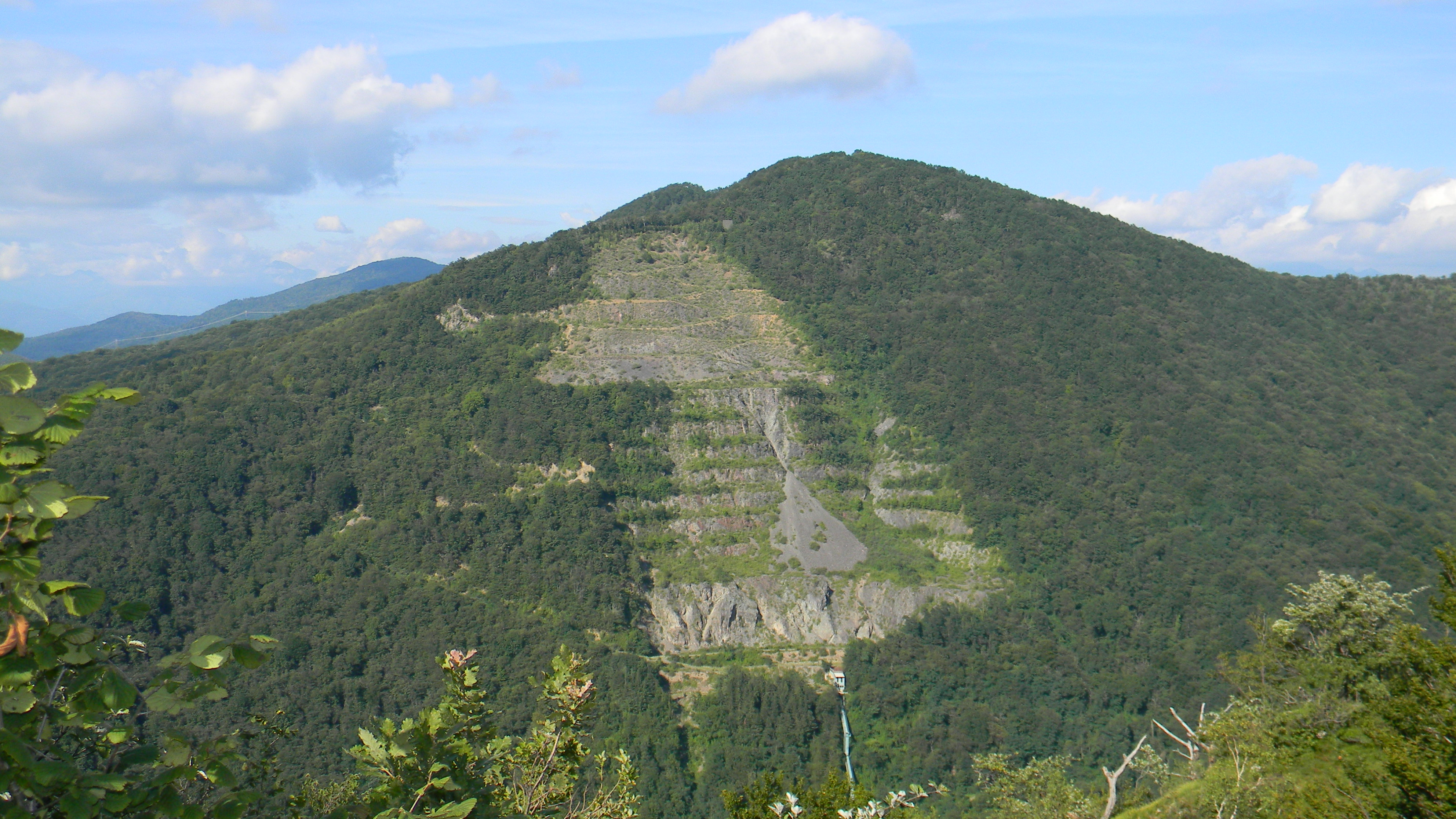
L'ex cava di porfido del monte Martica fotografata nel luglio 2014.

Sempre dagli anni sessanta si segnala la presenza in paese del celebre psicologo e psicoanalista Cesare Musatti, che sceglie Brinzio come luogo di villeggiatura; oltre a costruirsi una casa in località Ronchetti, al limitare del paese, decide anche di comprare «due metri quadrati in faccia al lago» (ossia uno spazio di sepoltura nel cimitero), nei quali alla sua morte, sopraggiunta a Milano nel 1989, verranno deposte le sue ceneri.
Gli anni settanta sono segnati anche da aspre polemiche. La prima controversia riguarda, attorno al 1973, la cava di porfido sita sul monte Martica, accusata di provocare un impatto eccessivo sull'ambiente montano, oltre che a contribuire all'interramento del laghetto, in ragione dell'imponente dilavamento di detriti (provocato dalle piogge) che si riversano nel bacino lacustre. La cava verrà infine chiusa all'attività estrattiva nel 1993 e bonificata staticamente nel 2000.
La polemica in paese si fa più viva nel 1974, allorché si inizia a parlare della possibilità di fondare un Parco Naturale Regionale a tutela del territorio pertinente al massiccio del Campo dei Fiori di Varese e della Martica. L'iniziativa, promossa dal ricercatore Salvatore Furia e sostenuta dalla sezione varesina del Rotary Club, intende:

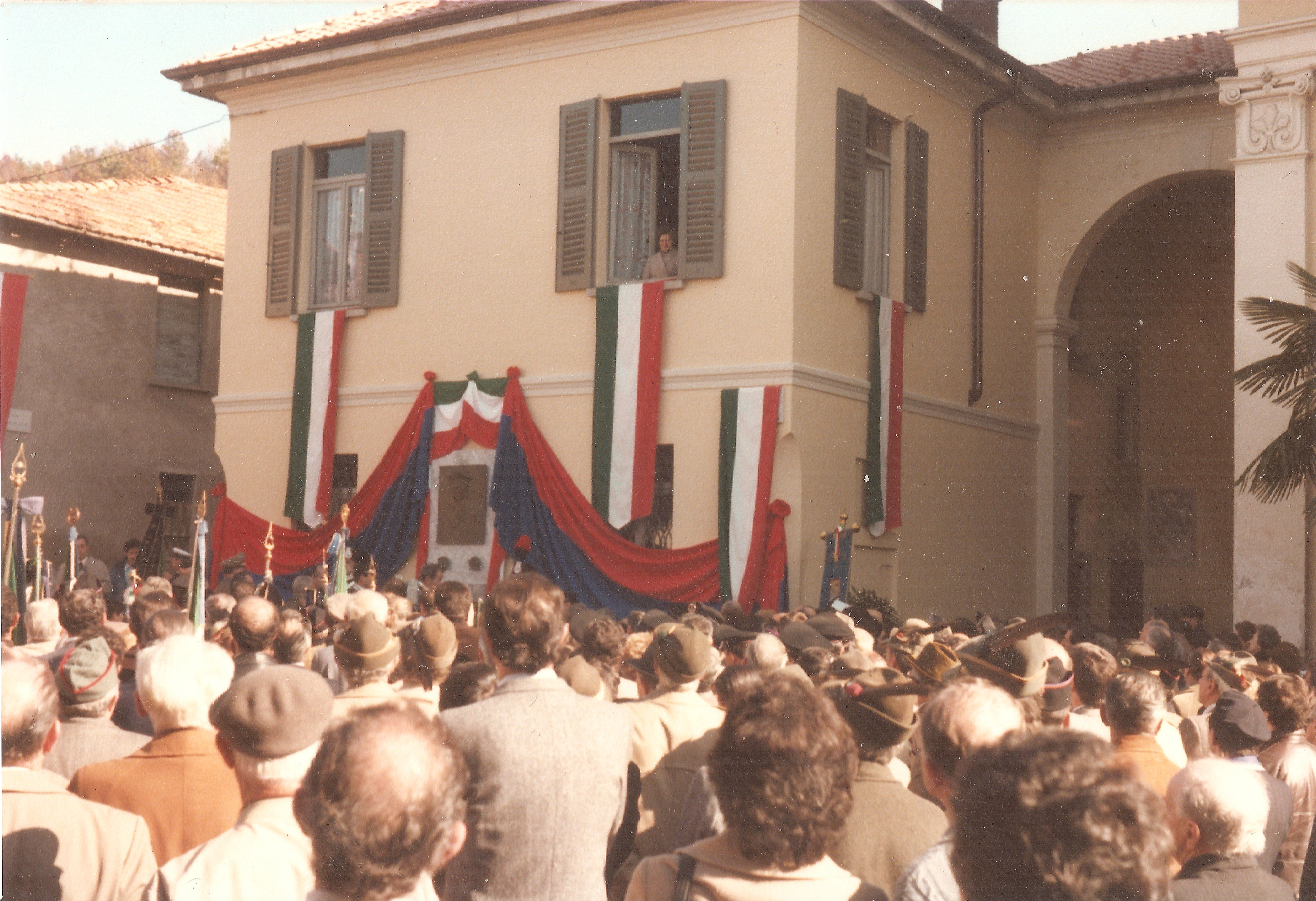
31 ottobre 1981: l'intitolazione della piazza centrale di Brinzio al generale Galvaligi, con inaugurazione della stele commemorativa.

Si fa largo tuttavia anche un'ipotesi secondo la quale il progetto potrebbe bloccare le attività agricole dei paesi coinvolti, tanto che il consiglio comunale del 27 novembre 1974 respinge la proposta, giudicata inutile e dannosa, lamentando inoltre il fatto che essa fosse stata portata avanti senza previa consultazione della cittadinanza. Lo stesso professor Furia è oggetto di attacchi e critiche, che tuttavia non lo fanno desistere. Occorrono dieci anni perché, nel 1984, complice una generale rivalutazione del progetto e la decisione di impiantare la sede del consorzio di gestione a Brinzio, il Parco Regionale del Campo dei Fiori possa essere ufficialmente istituito. Frattanto, nel 1979, Mario Mauri (promosso a più alti incarichi in RAI e quindi impossibilitato a reggere l'amministrazione) aveva lasciato la carica di sindaco a Elia Piccinelli.
Nel 1980 viene aperta, sui prati a nord-nord est dell'abitato la pista da sci di fondo, gestita dallo Sci Nordico Varese, che provvedono a dotare l'impianto di gatto delle nevi e motoslitta; nel 1987 la gestione dell'impianto passerà poi in carico all'associazione Centro Fondo Brinzio.
Sempre nel 1980, il 31 dicembre, il paese è scosso dalla notizia dell'uccisione a Roma, ad opera delle Brigate Rosse, del già citato Enrico Riziero Galvaligi, che nel secondo dopoguerra era stato reintegrato nell'Arma dei Carabinieri e vi aveva fatto carriera, arrivando al grado di generale di brigata e diventando uno dei più stretti collaboratori di Carlo Alberto dalla Chiesa nella lotta al terrorismo. "Riziero", come era comunemente conosciuto in ambito locale, aveva mantenuto saldi legami ed amicizie in Brinzio, tornando a soggiornare in paese ogniqualvolta gli era possibile. I funerali solenni, celebrati nella chiesa dei Santi Pietro e Paolo il 4 gennaio 1981 e presieduti dal vescovo di Como mons. Teresio Ferraroni, videro una grande partecipazione pubblica; al termine la salma del generale fu tumulata nel cimitero comunale. A Galvaligi venne quindi intitolata la piazza davanti alla chiesa con la posa di un monumento in suo onore, che pochi giorni dopo l'inaugurazione fu profanato da una tanica di benzina dolosamente incendiata innanzi ad esso; in seguito, nel 2021, il figlio Paolo donerà al Comune di Brinzio la medaglia d'oro per le vittime del terrorismo concessa al padre dalla presidenza della Repubblica.
Dal 1984 in poi si osserva un grande fervore di lavori ed avvenimenti: nel 1985 il comune e la biblioteca celebrano il centenario della Federazione Ciclistica Italiana con un'imponente mostra fotografica; nel 1986 si svolge la prima Civiltà Contadina, manifestazione culturale atta a "fare rivivere" le tradizioni del paese (poi rinominata Brinzio in Cornice) e riproposta fino al primo decennio del XXI secolo. Nell'ottobre 1987 altri due fatti di cronaca funestano la vita del paese: il municipio subisce un furto con scasso e una donna trentenne viene violentata all'interno del cimitero da un uomo che le aveva offerto un passaggio in automobile.
Con l'arrivo degli anni novanta (che vedono Roberto Piccinelli succedere ad Elia Piccinelli alla carica di sindaco) vengono effettuati ulteriori interventi in paese: si restaura la cappella dell'Addolorata Re Gisora (1990), viene sistemato ed attrezzato il parco comunale "Tonino Piccinelli", sito sul lato sud del municipio (1990) e viene costruito il campo sportivo alle pendici del Campo dei Fiori (1994). Sempre nel 1994 l'ASpeM (Azienda Speciale Municipalizzata per gas e acquedotto) di Varese provvede ad allacciare il paese alla rete del gas metano. Tra il 1995 e il 1998 vengono effettuate in paese nuove opere di restauro del patrimonio storico (case, cortili, affreschi). Nel 1997, in occasione della Tre Valli Varesine, si inaugura sulla parete posteriore della cappella dell'Addolorata l'acrilico del pittore Mario Alioli I volti della leggenda, dedicato ai più grandi ciclisti d'Italia e al loro legame con Brinzio.
L'arrivo del Terzo millennio vede la conduzione di un primo restauro conservativo del campanile della chiesa dei SS. Pietro e Paolo (2002 - ne verrà poi condotto un secondo, inclusivo anche della chiesa, tra il 2016 e il 2017), la successione di Sergio Vanini a Roberto Piccinelli alla carica di primo cittadino (nel 2004, con riconferme per ulteriori due mandati consecutivi, nel 2009 e nel 2014), l'apertura della nuova biblioteca comunale nello stabile dell'ex municipio di Piazza Galvaligi (2007) e l'inaugurazione del Museo della Cultura Rurale Prealpina (2008), che dà compimento a un progetto partito fin dal 1986 per valorizzare la storia e le tradizioni brinziesi, attraverso il recupero di un ex cascinale messo a disposizione da padre Giacomo Piccinelli, missionario comboniano in America Latina.
Nel 2008 il paese ottiene l'attenzione dei mass media nazionali a causa di un atto vandalico di stampo razzista: ai bordi della strada provinciale 62, nei pressi della scuola elementare, erano state poste delle sagome di legno raffiguranti dei bambini, atte a far rallentare le automobili in transito. Alcune di esse, raffiguranti bambini di colore, nella notte del 13 ottobre sono bersaglio di ignoti vandali, che le verniciano di bianco, con un chiaro risvolto razzista. Le indagini non portano alcun risultato e le sagome vengono ridipinte e riposizionate.
Attorno al 2010 si ritorna a parlare della cava della Rasa sul monte Martica, a seguito dell'approntamento (da parte della Provincia di Varese) di un "piano cave", in ottemperanza della direttiva europea 2001/42/CE. In tale contesto, la proprietà del sito estrattivo formula un progetto di "messa in sicurezza" della montagna, da attuarsi mediante la movimentazione di 2.657.400 metri cubi di materiale e il riporto di 148.100 metri cubi, lungo un periodo di 16 anni. L'amministrazione comunale di Brinzio, unitamente a quelle dei comuni limitrofi e a vari enti sovracomunali, si oppongono al progetto, giudicato troppo invasivo e finalizzato unicamente a riprendere l'attività estrattiva; i proprietari fanno ricorso, ma nel 2023 il Consiglio di Stato dà loro torto. Nel mentre, il sito estrattivo, ormai soggetto a rinaturalizzazione, viene stralciato dal piano cave provinciale, cessando quindi di poter essere passibile di uso estrattivo.
Il 4 maggio 2013, al termine di un percorso di avvicinamento reciproco iniziato qualche anno prima, Brinzio celebra l'avvenuto gemellaggio con il comune francese di Chaux, in Franca Contea, artefici i sindaci Sergio Vanini e André Piccinelli (quest'ultimo figlio di emigrati brinziesi in terra francese). 

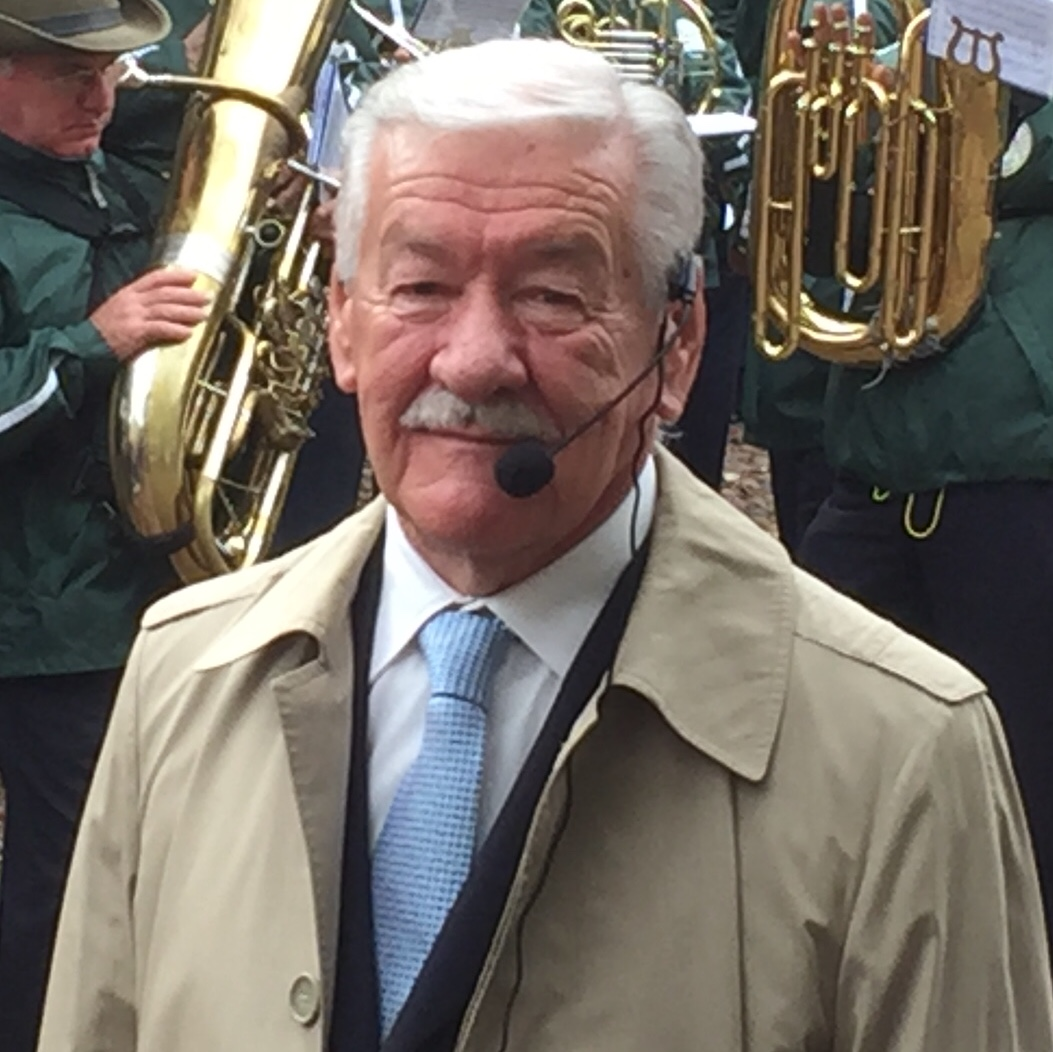
Roberto Piccinelli, secondo sindaco più longevo nella storia del Comune

Nel maggio 2019 le urne elettorali riconsegnano l'amministrazione a Roberto Piccinelli, che diviene così il secondo sindaco di Brinzio dell'epoca post-unitaria (e il primo in epoca repubblicana) a ricoprire la carica per più mandati non consecutivi; nell'aprile 2023 egli peraltro supera Daniele Piccinelli al secondo posto per durata in carica come sindaco di Brinzio, con 18 anni non consecutivi (19 totali nel 2024) contro 17 anni e 11 mesi consecutivi di costui, alle spalle del solo Pietro Vanini, rimasto primo cittadino per oltre un ventennio. 
Nel triennio 2020-2022, durante la pandemia di COVID-19 in Italia, Brinzio resta nel complesso al riparo dagli esiti peggiori del contagio e, durante la campagna vaccinale, diviene il comune della provincia di Varese con la più alta e rapida adesione: già a fine novembre 2021 il 97% della popolazione risulta vaccinato con due dosi, contro un dato nazionale dell'87,1% tra i maggiori di 12 anni.
Il sindaco Roberto Piccinelli, ai primi del 2024, decide di non ricandidarsi ulteriormente e lascia il consiglio comunale dopo 44 anni di attività amministrativa; le elezioni di giugno indicano come suo successore Massimo Piccinelli, a capo di una propria lista civica.